# Rari Nantes Savona 2013-2014

## Rosa
| N° |                        | Ruolo | Giocatore             |
| -- | ---------------------- | ----- | --------------------- |
| 1  | Italia (bandiera)      | P     | Simone Antona         |
| 13 | Stati Uniti (bandiera) | P     | Matthew Paul Napleton |
|    | Italia (bandiera)      | D     | Goran Fiorentini      |
| 5  | Italia (bandiera)      | D     | Lorenzo Bianco        |
| 7  | Italia (bandiera)      | D     | Simone Grosso         |
| 6  | Italia (bandiera)      | D     | Alberto Agostini      |
| 8  | Italia (bandiera)      | CV    | Luca Fulcheris        |

| N° |                    | Ruolo | Giocatore            |
| -- | ------------------ | ----- | -------------------- |
| 2  | Italia (bandiera)  | CV    | Jacopo Alesiani      |
| 11 | Italia (bandiera)  | CV    | Federico Mistrangelo |
| 4  | Italia (bandiera)  | CV    | Jacopo Colombo       |
| 10 | Croazia (bandiera) | CV    | Marko Elez           |
| 3  | Italia (bandiera)  | A     | Luca Damonte         |
| 12 | Italia (bandiera)  | CB    | Arnaldo Deserti      |
| 9  | Italia (bandiera)  | CB    | Giovanni Bianco      |

| Allenatore:         | Alberto Angelini    |
| Direttore sportivo: | Claudio Mistrangelo |

## Risultati

### Serie A1

#### Girone di andata
| Arbitri: | Taccini Fusco |

|                                              |           |                              |
| Baraldi, Brguljan: 3 Campopiano, Primorac: 1 | Marcatori | 3: Damonte 2: Alesiani, Elez |

| Arbitri: | Alfi Pascucci |

| |           |                                                         |
| Alesiani, Damonte: 3 Colombo, Deserti, Elez, G. Fiorentini: 2 Agostini, G. Bianco, L. Bianco, Mistrangelo: 1 | Marcatori | 4: Pagani 3: Foti 2: Cesini, Hrošík 1: Ferraris, Jelača |

| Arbitri: | D. Bianco Lo Dico |

|                                              |           |                                                                                   |
| Pesenti: 4 Acosta: 2 Bogliolo, Bonomo, Oneto | Marcatori | 5: Agostini 4: Damonte 3: Colombo, Elez 2: Alesiani, Fulcheris 1: Deserti, Grosso |

| Arbitri: | Daniele Gomez |

|                                                                      |           |                                                           |
| Alesiani: 6 G. Bianco, Deserti, Elez, G. Fiorentini: 2 J. Colombo: 1 | Marcatori | 4: Coppoli 3: M. Gitto 2: Eskert, Sindone 1: A. Di Fulvio |

| Arbitri: | Ceccarelli Colombo |

|                                                         |           |                                                                 |
| Africano, Di Rocco, Leporale, Vittorioso: 2 Colosimo: 1 | Marcatori | 4: G. Fiorentini 3: Damonte, Mistrangelo 1: Alesiani, Fulcheris |

| Arbitri: | Lo Dico Severo |

|                                                         |           |                                                                                  |
| Damonte, Deserti: 2 Elez, G. Fiorentini, Mistrangelo: 1 | Marcatori | 3: Di Costanzo 1: S. Luongo, D. Mattiello, Petković, Sadovyy, Saviano, ScottG. i |

| Arbitri: | Brasiliano Castagnola |

|                                                                            |           |                                                                      |
| Camilleri: 4 E. Di Somma: 3 A. Di Somma: 2 Barillari, Lanzoni, Marziali: 1 | Marcatori | 5: Damonte 4: Elez 1: G. Bianco, Deserti, G. Fiorentini, Mistrangelo |

| Arbitri: | L. Bianco Colombo |

|                                                                   |           |                                                                  |
| Elez: 2 Alesiani, G. Bianco, L. Bianco, Deserti, G. Fiorentini: 1 | Marcatori | 3: Figlioli, Madaras 2: Aicardi, Giacoppo 1: A. Fondelli, Figari |

| Arbitri: | Caputi Petronilli |

|                                                                     |           |                              |
| G. Mattiello: 3 Gallo: 2 Mandolini, Radović, RenzutI. o, Saccoia: 1 | Marcatori | 3: Alesiani, Elez 2: Deserti |

| Arbitri: | Paoletti Petronilli |

|                                                   |           |                                                         |
| Tomašić: 2 Astarita, Beltrame, Steardo, Tullio: 1 | Marcatori | 6: Elez 2: Fulcheris 1: G. Bianco, Damonte, Mistrangelo |

| Arbitri: | Pascucci Severo |

|                                                                          |           |                                                                 |
| Alesiani, Damonte, Deserti: 2 Agostini, J. Colombo, Elez, Mistrangelo: 1 | Marcatori | 5: Molina 4: Bodegas, Rizzo 1: Giorgi, C. Presciutti, Valentino |

#### Girone di ritorno
| Arbitri: | Lo Dico Scappini |

|                                                                 |           |                                    |
| Damonte, Deserti, Elez: 2 Alesiani, L. Bianco, G. Fiorentini: 1 | Marcatori | 7: Brguljan 3: Primorac 1: Velotto |

| Arbitri: | Bianchi Taccini |

|                                   |           |                                                                        |
| F. Pagani: 4 Jelača: 2 Gaffuri: 1 | Marcatori | 4: L. Bianco 3: Elez 2: Deserti, Mistrangelo 1: Damonte, G. Fiorentini |

| Arbitri: | Castagnola Taccini |

|                                                             |           |                             |
| Damonte: 3 G. Bianco, Elez: 2 G. Fiorentini, Mistrangelo: 1 | Marcatori | 2: Pesenti 1: Hazui, Nunome |

| Arbitri: | Alfi Caputi |

|                                           |           |                                                                                            |
| Coppoli: 5 M. Gitto: 2 Eskert, Martini: 1 | Marcatori | 3: Alesiani, Elez 2: Deserti 1: J. Colombo, Damonte, G. Fiorentini, Fulcheris, Mistrangelo |

| Arbitri: | L. Bianco Ceccarelli |

|                                                                               |           |                                                                                          |
| Elez: 3 Alesiani, J. Colombo, Damonte, G. Fiorentini: 2 G. Bianco, Deserti: 1 | Marcatori | 2: A. Calcaterra, Cannella, Maddaluno, Vittorioso 1: Colosimo, Gianni, Leporale, Matović |

| Arbitri: | Collantoni Riccitelli |

|                                     |           |                                                                                            |
| Petković: 5 Pérez: 2 Di Costanzo: 1 | Marcatori | 3: Damonte, Elez 2: Alesiani, G. Fiorentini 1: G. Bianco, J. Colombo, Deserti, Mistrangelo |

| Arbitri: | Bianchi Petronilli |

|                                                                                               |           |                                                             |
| Elez: 5 G. Fiorentini, Fulcheris: 4 L. Bianco: 2 Alesiani, G. Bianco, Damonte, Mistrangelo: 1 | Marcatori | 2: Camilleri, A. Di Somma, E. Di Somma 1: Lanzoni, Marziali |

| Arbitri: | L. Bianco Scappini |

|                                                                       |           |                                                      |
| Felugo, Giorgetti: 4 Aicardi: 2 N. Gitto, Ivović, Joković, Lapenna: 1 | Marcatori | 1: J. Colombo, G. Fiorentini, Fulcheris, Mistrangelo |

| Arbitri: | Colombo Severo |

|                                                                          |           |                                                           |
| Elez: 5 G. Fiorentini: 3 Alesiani: 2 Agostini, Fulcheris, Mistrangelo: 1 | Marcatori | 2: Klikovac 1: G. Mattiello, Radović, RenzutI. o, Saccoia |

| Arbitri: | Pascucci Taccini |

|                                                       |           |                                              |
| Elez: 5 Deserti: 2 Agostini, G. Bianco, J. Colombo: 1 | Marcatori | 5: Steardo 2: Simonetti, Tomašić 1: Astarita |

| Arbitri: | Calabrò Paoletti |

|                                                                         |           |                                                                   |
| C. Presciutti: 5 Napolitano, Rizzo: 2 Bodegas, Molina, N. Presciutti: 1 | Marcatori | 2: Elez 1: Alesiani, G. Bianco, L. Bianco, J. Colombo, Deserti: 1 |

#### Playoff - Quarti di finale
| Arbitri: | Collantoni Riccitelli |

|                                                                                 |           |                                                        |
| Elez: 3 Alesiani, J. Colombo, Deserti: 2 Damonte, G. Fiorentini, Mistrangelo: 1 | Marcatori | 3: Di Costanzo 2: S. Luongo 1: Drašković, D. Mattiello |

| Arbitri: | Radičević Savinović |

|                                                  |           |                                            |
| Petković: 5 Sadovyy: 3 Di Costanzo, S. Luongo: 1 | Marcatori | 2: Damonte, Elez 1: Deserti, G. Fiorentini |

#### Playoff - Semifinali
| Arbitri: | D. Bianco Pinato |

|                                                                      |           |                                    |
| Ivović, Joković: 2 Aicardi, Felugo, Figlioli, Giacoppo, Giorgetti: 1 | Marcatori | 1: G. Bianco, Damonte, Mistrangelo |

| Arbitri: | Franulović Tiozzo |

|                                                        |           |                                                                                 |
| Elez: 3 Alesiani: 2 Damonte, Deserti, G. Fiorentini: 1 | Marcatori | 4: Ivović 2: Felugo, Giacoppo, Giorgetti 1: Aicardi, Figlioli, Joković, Lapenna |

#### Playoff - Finale 3º posto
| Arbitri: | Colombo Taccini |

|                                                           |                      |                                                                |
| Foglio, Gallo, Mandolini, Radović, RenzutI. o, Saccoia: 1 | Marcatori            | 2: G. Fiorentini 1: Agostini, Alesiani, Fulcheris, Mistrangelo |
| G. Mattiello Gallo Radović Klikovac                       | Tiri di rigore 3 – 0 | Deserti Mistrangelo Damonte                                    |

| Arbitri: | Lo Dico Paoletti |

|                                                                     |           |                                          |
| Elez: 3 Damonte: 2 G. Bianco, J. Colombo, Deserti, G. Fiorentini: 1 | Marcatori | 6: Radović 2: Saccoia 1: Gallo, Klikovac |

### Coppa Italia

#### Prima fase
| Arbitri: | Colombo L. Bianco |

|                                              |           |                                                                             |
| Steardo: 3 Tullio: 2 Astarita, Sassanelli: 1 | Marcatori | 2: Alesiani, Damonte, Elez, Fulcheris, Mistrangelo 1: L. Bianco, J. Colombo |

| Arbitri: | Taccini L. Bianco |

|                                                                    |           |                                                              |
| Mistrangelo: 3 Alesiani, G. Bianco, L. Bianco, J. Colombo, Damonte | Marcatori | 3: F. Pagani 2: Foti, Gaffuri 1: Cesini, Ferraris, E. Pagani |

| Arbitri: | L. Bianco Ercoli |

|                                             |           |                                                                              |
| G. Bogliolo, Generini, Giordano, Messina: 1 | Marcatori | 4: Agostini, Damonte 2: L. Bianco, Fulcheris 1: Alesiani, J. Colombo, Rubino |

### Seconda fase
| Arbitri: | Bianchi Colombo |

|                      |           |                                                                                         |
| Eskert: 3 Coppoli: 2 | Marcatori | 3: Alesiani 2: Deserti, Mistrangelo 1: G. Bianco, Colombo, Damonte, Elez, G. Fiorentini |

| Arbitri: | Collantoni Colombo |

|                                                                        |           |                                                              |
| Deserti, Elez: 2 G. Bianco, Colombo, Damonte, G. Fiorentini, Rubino: 1 | Marcatori | 3: F. Di Fulvio, Molina, Rizzo 2: Bodegas 1: Nora, Valentino |

| Arbitri: | Bianchi Collantoni |

|                                                    |           |                                            |
| Radović, RenzutI. o: 2 Bertoli, Gallo, Klikovac: 1 | Marcatori | 2: Damonte, Deserti, Elez 1: G. Fiorentini |

## Statistiche
Statistiche aggiornate al 14 maggio 2014.
I tiri di rigore di Gara 1 della finale per il 3º posto contro Posillipo non sono conteggiati.

### Statistiche di squadra
| Competizione | Punti | In casa | In casa | In casa | In casa | In casa | In casa | In trasferta | In trasferta | In trasferta | In trasferta | In trasferta | In trasferta | Neutro | Neutro | Neutro | Neutro | Neutro | Neutro | Totale | Totale | Totale | Totale | Totale | Totale | DR  |
| Competizione | Punti | G       | V       | N       | P       | Gf      | Gs      | G            | V            | N            | P            | Gf           | Gs           | G      | V      | N      | P      | Gf     | Gs     | G      | V      | N      | P      | Gf     | Gs     | DR  |
| ------------ | ----- | ------- | ------- | ------- | ------- | ------- | ------- | ------------ | ------------ | ------------ | ------------ | ------------ | ------------ | ------ | ------ | ------ | ------ | ------ | ------ | ------ | ------ | ------ | ------ | ------ | ------ | --- |
| Serie A1     | 40    | 11      | 6       | 1       | 4       | 130     | 113     | 11           | 7            | 0            | 4            | 123          | 103          | 0      | 0      | 0      | 0      | 0      | 0      | 22     | 13     | 1      | 8      | 253    | 216    | +37 |
| Playoff      | -     | 3       | 1       | 0       | 2       | 29      | 31      | 3            | 0            | 1            | 2            | 15           | 25           | 0      | 0      | 0      | 0      | 0      | 0      | 6      | 1      | 1      | 4      | 44     | 56     | -12 |
| Coppa Italia | -     | 0       | 0       | 0       | 0       | 0       | 0       | 2            | 0            | 0            | 2            | 17           | 23           | 4      | 3      | 1      | 0      | 46     | 23     | 6      | 3      | 1      | 2      | 63     | 46     | +17 |
| Totale       | -     | 14      | 7       | 1       | 6       | 159     | 144     | 16           | 7            | 1            | 8            | 155          | 151          | 4      | 3      | 1      | 0      | 46     | 23     | 34     | 17     | 3      | 14     | 360    | 318    | +42 |

### Classifica marcatori
| Tot. | Giocatore            | A1 | CI |
| ---- | -------------------- | -- | -- |
| 77   | Marko Elez           | 70 | 7  |
| 54   | Luca Damonte         | 43 | 11 |
| 44   | Jacopo Alesiani      | 37 | 7  |
| 36   | Goran Fiorentini     | 33 | 3  |
| 35   | Arnaldo Deserti      | 29 | 6  |
| 26   | Federico Mistrangelo | 19 | 7  |
| 22   | Jacopo Colombo       | 17 | 5  |
| 18   | Giovanni Bianco      | 15 | 3  |
| 17   | Luca Fulcheris       | 13 | 4  |
| 14   | Alberto Agostini     | 10 | 4  |
| 14   | Lorenzo Bianco       | 10 | 4  |
| 2    | Francesco Rubino     | 0  | 2  |
| 1    | Simone Grosso        | 1  | 0  |